# Glyphotmethis heldreichi
Glyphotmethis heldreichi is een rechtvleugelig insect uit de familie Pamphagidae. De wetenschappelijke naam van deze soort is voor het eerst geldig gepubliceerd in 1882 door Brunner von Wattenwyl.